# Зейналова Насіба Джангір-кизи
Насіба Джангір-кизи Зейналова (азерб. Nəsibə Cahangir qızı Zeynalova; 20 квітня 1916, Баку — 10 березня 2004, Баку) — азербайджанська актриса, заслужена артистка Азербайджанської РСР (1960), народна артистка Азербайджанської РСР (1967), лауреатка Державної премії Азербайджану (1974 і 1981). Прославилася в основному своїми комедійними ролями.

## Життєпис
Насіба Зейналова народилася 20 квітня 1916 року в Баку в родині купця і актора Джангіра Зейналова. Він був засновником національної реалістичної школи акторської майстерності. Зейналов завжди мріяв, щоб дочка продовжила його мистецтво. Але, на жаль, не зміг побачити цього. Сім'я втекла до Ірану до початку березневих подій 1918 року. Батько Насіби помер від тифу на кораблі по дорозі додому в листопаді 1918 року. Тоді маленькій Насибе було два рочки.
Насіба Зейналова сформувалася і прославилася як одна з найбільш гідних представників реалістичної школи акторської майстерності. Зі шкільних часів займалася народними танцями. В 1932 році була зарахована до складу драматичного гуртка Рзи Тахмасіба. У 1937 році гастролювала азербайджанськими містам у складі театральної трупи. 4 квітня 1938 року Зейналова поступила на роботу до Азербайджанського державного театру музичної комедії актрисою першої категорії. Також Насіба Зейналова одночасно вступила до театрального технікуму на акторський факультет, який закінчила в 1942 році.

## Творчість
Вчителями Насібе Зейналової були Олександр Туганов, Мухаррам Гашимов, Агасадіг Герайбейлі. Під час навчання в технікумі вона зіграла ролі: Катаріна («Розм'якшення химерної дівчини», Вільям Шекспір), Ельвіра («Дон Жуан», Жан Батист Мольєр), Елізабет («Марія Стюарт», Фрідріх Шиллер).
Актриса зіграла в Азербайджанських класичних оперетах як: Гюльпері, тітка Джахан, Санам («Чоловік і дружина», «Аршин мал алан», «Не та, так ця» Узеїр Гаджибеков), Мелек ханум і Келек ханум («П'ятдесят річний молодий чоловік», Зюльфугар Гаджибеков).
В її багатій галереї ролей твори мистецтва з перекладом займають особливе місце. Кабато і Барбале («Кето і Коте», Віктора Долідзе. Переклав Шамсі Бадалбейлі), Зиралдіна («Слуга двох господарів», Карло Галдоні. Музичний редактор Шамсаддін Фатуллаєв), Зівер ханум («Квітка любові», Туркменський драматург Мухтар Гусейнов і Сулейман Алескеров), Яблуко («Солодкі мрії», переводили А. Сулейманов і Абдулла Гудрет), Гесия («Пісня про Тбілісі», Левон і Шота Милорава. Перекладав Аділь Бабаєв), Гюльбадам («Мати дівчинки», («Мати улюбленої»), Георгі Хугаєв і А. Ованов)
Найяскравіший період творчості Насібе Зейналової пов'язано з різними музично-комедійними персонажами. У зв'язку з цим, актриса вважається незамінною виконавицею таких ролей:
- Ханпері («Дервіш Местели шах», Мірза Фаталі Ахундзаде і музичний редактор Шамсаддін Фатуллаєв)
- Наргіле («Гозун айдін», Мухаррем Алізаде і Фікрет Аміров)
- Шараф і Ніса («Журавель», Сулейман Рустам і Саїд Рустамов)
- Месме («Весілля чия?», Мухаррем Алізаде і Агасі Мешадібейов)
- Зулейха («Улдуз», Сабіт Рахман і Сулейман Алескеров)
- Тукез («Гаджі Кара», Шамсі Бадалбейлі працював над твором Мірзи Фаталі Ахундова і композиторів Васіфа Адигезалова та Раміаз Мустафаєва)
- Тарлан («Урекчаланлар», Мамед Саїд Ордубаді та Фікрет Аміров)
- Земфіра («Пісня нашого села», Керім Керімов і Закір Наріманов)
- Рехшенде («Шукачі золота», Гасан Сеидбейли і Тофік Кулієв)
- Муневвер («Одна хвилина», Мухаррем Алізаде і Гаджі Ханмамедов)
- Кабле Фатма («Подорож Гаджі Керіма на місяць», Гуламрза Махмуду, Абульфез Гусейни і Азер Рзаєв)
- Шоле ханим, Хейранса, Матан («Озюмюз білерік», «Севиндик гиз ахтарир», «Олмады еле, олду белі», Шихели Гурбанов і Сулейман Алескеров)
- Мерчан («Сенден мене яр олмаз», Мухаррем Алізаде і Ашраф Аббасов)
- Чехри хала («Алти гызын бірі Пери», Мухаррем Алізаде, Тофік Бакіханов і Наріман Мамедов)
- Асинет («Дім наш, наша таємниця», Новруз Генджелі та Шафига Ахундова)
- Дженнет хала («Свекруха», Меджид Шамхалов і Закір Багіров)
- Гюльянаг («Хардасан ай субайлиг?», Салам Гадірзаде і Сулейман Алескеров)
- Фатма хала («Ахыры яхши олар», Рафига Зека Хандан і Раміз Мустафаєв)
- Зейнаб, Джамиле («Бошанаг, евленірік» і «Ненемин шахлиг гушу», Алиага Кюрчайли і Васіф Адыгезалов)
- Чельби («Беш манатлиг гелін», Маммед Сеїд Ордубади і Сеїд Рустамов)
- Салтанат («Даглар гойнунда», Аділь Ісгендеров і Ашраф Аббасов)
- Кизбаджи («Хиджран», Сабіт Рахман і Емін Сабитоглу)
- Назханым («Назханым зв элийир», Мухаррем Алізаде і Назім Аливердибейов)
- Гюлендам («Гоншумузда бір оглав вар», Мухаррем Алізаде і Раміз Мустафаєв)
- Фатма («мій Двір, моє життя», Джахангир Мамедов, Тофік Бакіханов і Наріман Мамедов)
- Бали («Гызыл тієї», Раміз Гейдар і Октай Кязимов)
- Гемер («Негмели Кенул», Халіде Гасилова і Емін Сабитоглу)

Особливо багаті вираження у ролях Дженнет хала, Наргіле і Зулейха, національний гумор і природність стали рідкісними перлинами сцени. Насіба Зейналова брала участь в десятках телевізійних гумористичних демонстраціях, телевізійних виставах.
Вона також знімалася у багатьох азербайджанських фільмах. З них найвідоміші образи наступні: Фатманісе («Мачуха»), Теллі («Велика опора»), Зулейха («Улдуз»), Дженнет хала («Свекруха»), Гюльсум («Пригоди Моли Фаталі»), Аслі хала («Вкрали нареченого»), Зулейха («Зірка»).
За великий внесок у розвиток музичного театру Азербайджанської РСР 24 травня 1960 року Насибе ханум було присвоєно звання заслуженої артистки, а в 1967 році звання народної артистки.
За свою роль в музичній комедії «Хиджран» Насіба Зейналова стала лауреаткою Державної премії Азербайджану (1974 р.)
У 1974 році Рауф Казимовський зняв телевізійний фільм на її творчість «Посмішка актриси»
Насиба Зейналова померла 10 березня 2004 року в Баку. Її могила знаходиться на Алеї почесного поховання в Баку.

## Пам'ять
На честь Насіби Зейналової названі:
- Азербайджанський Молодіжний театр
- Нафтоналивний танкер (порт приписки Таганрог).

## Нагороди
- Заслужена артистка Азербайджанської РСР (1960)
- Народна артистка Азербайджанської РСР (1967)
- Лауреат Державної премії Азербайджану (1974 і 1981)[2]
- Орден «Слава» (Азербайджан) (1997)
- орден Жовтневої Революції (1976)
- орден Трудового Червоного Прапора (1971)
- орден Дружби народів (22.08.1986)
- орден «Знак Пошани» (09.06.1959)
- Медаль «На відзначення 100-річчя з дня народження Володимира Ілліча Леніна»(1970)
- Медаль "За перемогу над Німеччиною у Великій Вітчизняній війні 1941—1945 рр .. "
- Медаль "За доблесну працю у Великій Вітчизняній війні 1941—1945 рр .. "
- Медаль "Двадцять років перемоги у Великій Вітчизняній війні 1941—1945 рр .. "
- Медаль "Тридцять років Перемоги у Великій Вітчизняній війні 1941—1945 рр .. "
- Медаль "Сорок років Перемоги у Великій Вітчизняній війні 1941—1945 рр .. "
- Медаль "50 років Перемоги у Великій Вітчизняній війні 1941—1945 рр .. "
- Медаль «Ветеран праці»
- Медаль «Спілки театральних діячів» (2004)[1]

## Родина
Син Джахангір Новрузов, онука Насіба Новрузова., внучка Насиба Новрузова.

## Фільмографія
- 1958 —  Мачуха
- 1960 — Пригоди мулли
- 1962 — Велика опора
- 1964 —  Любов і лімандри
- 1968 — Ім'ям закону
- 1969 — Я пам'ятаю тебе, вчителю
- 1969 —  Кура неприборкана
- 1970 — Шукайте дівчину
- 1973 — Хлопці нашої вулиці
- 1974 — Тисяча перша гастроль
- 1975 — Кохання з першого погляду
- 1976 — Ціна щастя
- 1978 —  Свекруха
- 1979 — Я вигадую пісню
- 1981 —  За зачиненими дверима
- 1981 —  Не бійся, я з тобою
- 1985 — Вкрали нареченого
- 1986 — Вікно печалі
- 1986 — Особливі обставини
- 1993 —  Розстріл скасовується
- 1995 —  Сон